# Misaeng
Misaeng (hangul: 미생) é uma telenovela sul-coreana de 2014, baseada na série webtoon de mesmo título de Yoon Tae-ho. Foi exibida pela emissora tvN de 17 de outubro a 20 de dezembro de 2014, com um total de 20 episódios.
O título traduz a terminologia Go que significa "uma vida incompleta" (literalmente "ainda não" (미) "nascimento" (생), que significa "ainda não vivo"). Misaeng foi o primeiro drama coreano a ser filmado em locações na Jordânia, os atores Im Si-wan e Lee Sung-min filmaram o seu prólogo nas cidades de Amman, Petra e no vale Uádi de Rum. Yim reprisou seu papel de protagonista, que ele já havia interpretado em uma adaptação anterior para o cinema, chamado de Incomplete Life: Prequel (2013).
Misaeng se tornou um fenômeno cultural e registrou altos índices de audiência na televisão a cabo da Coreia do Sul.

## Enredo
Desde que ele era criança, o jogo de tabuleiro baduk tem sido tudo para Jang Geu-rae (Im Si-wan). Mas quando ele falha em realizar seu sonho de se tornar um jogador profissional de baduk, Geu-rae deve deixar sua existência isolada e entrar no mundo real munido com nada além de um exame de equivalência do ensino médio em seu currículo. Por recomendação de um conhecido, ele é contratado como estagiário na One International, uma grande trading company.
Lá, Geu-rae conhece seu chefe, o empresário Oh Sang-shik (Lee Sung-min), que é viciado em trabalho e possui uma personalidade calorosa; a colega estagiária Ahn Young-yi (Kang So-ra), que atrai a ira de seus colegas por causa de suas impressionantes credenciais educacionais e por ser extremamente competente em qualquer tarefa; e Jang Baek-gi (Kang Ha-neul), um colega de trabalho cuja natureza ansiosa mascara sua ambição interior. Geu-rae aprende a se adaptar à cultura corporativa, tendo o baduk como seu guia.

## Elenco

### Principal
- Im Si-wan como Jang Geu-rae[15].

Aspirava ser um jogador profissional de baduk, ao qual dedicou sua vida desde a infância, mas, incapaz de atingir esse objetivo, ele se junta à One International, embora não tenha nenhuma habilidade formal ou treinamento.
- Kang So-ra como Ahn Young-yi[16]

Ela é uma membro valiosa da equipe 3 de vendas.
- Kang Ha-neul como Jang Baek-gi[17]

- Byun Yo-han como Han Seok-yool

### De apoio

#### Equipes de vendas da One International

##### Equipe 3 (à qual Geu-rae é atribuído)
- Lee Sung-min como Oh Sang-shik
- Kim Dae-myung como Kim Dong-shik
- Park Hae-joon como Chun Kwan-woong
- Kim Hee-won como Park Jong-shik[18]
- Seo Yoon-ah como Lee Eun-ji (ep. 14)
- Kim Won-Hae como Park Young-ho (ep. 20)

##### Equipe 1
- Shin Eun-jung como Sun Ji-young
- Kim Sang-won como Sr. Um
- Shin Dong-hoon como Cha Soo-jin

##### Equipe 2
- Ryu Tae-ho como Go Dong-ho
- Park Jin-soo como Gerente assistente Hwang
- Kim Ga-young como Jang Mi-ra

#### Outros
- Yoon Jong-hoon como Lee Sang-hyun
- Yeo Eui-joo como Jang Ki-seok
- Kim Jong-soo como Kim Boo-ryun
- Shin Eun-jung como Sun Ji-young
- Kim Kyung-ryong como Lee Shin-tae
- Nam Kyung-eup como CEO da One International
- Lee Geung-young como Choi Young-hoo
- Son Jong-hak como Ma Bok-ryul
- Jung Hee-tae como Jung Hee-seok
- Jang Hyuk-jin como Moon Sang-pil
- Choi Gwi-hwa como Park Yong-gu
- Shin Jae-hoon como Yoo Hyung-ki
- Jeon Seok-ho como Ha Sung-joon
- Oh Min-suk como Kang Hae-joon
- Tae In-ho como Song Jeon-shik
- Park Jin-seo como Shin Da-in
- Hwang Seok-jeong como Kim Sun-joo
- Jo Hyun-sik como Kim Seok-ho
- Kim Jung-hak como Lee Seok-joong
- Kwak In-joon como Líder da equipe de auditoria
- Han Kap-soo como Gerente da filial da One International Jordânia
- Choi Jae-woong como funcionário da filial da One International Jordânia
- Sung Byung-sook como mãe de Geu-rae
- Nam Myung-ryul como professor de baduk de Geu-rae
- Lee Si-won como Ha Jung-yeon
- Oh Yoon-hong como esposa de Oh Sang-shik
- Lee Seung-joon como Shin Woo-hyun

### Participações especiais
- Cho Hunhyun
- Yoo Changhyuk
- Oh Jung-se como marido da CEO de Chungsol (ep. 20)
- Yoo Jae-myung como operário (ep. 16)

## Produção

### Pesquisa de material
Com seu webtoon, o autor Yoon Tae-ho traçou uma analogia entre a vida na sociedade moderna e o jogo baduk, um jogo de tabuleiro de estratégia semelhante ao xadrez. Ele também escreveu descrições vívidas da vida cotidiana e das lutas da cultura corporativa coreana, enquanto seus personagens imperfeitos lidam com a feroz competição pela sobrevivência, relações interpessoais de trabalho e política de escritório. Misaeng: Incomplete Life ganhou intensa popularidade entre os trabalhadores de gerenciamento/administrativos coreanos na casa dos vinte e trinta anos, principalmente porque seu realismo ressoou em suas experiências. 
O título atraiu 1 bilhão de visitas quando foi publicado no portal online Daum de setembro de 2012 a outubro de 2013, e a versão em brochura de nove volumes vendeu 900.000 mil cópias.

## Recepção
Na tabela abaixo, os números azuis representam as audiências mais baixas e os números vermelhos representam as audiências mais elevadas.
| Episódio | Data de transmissão    | Audiência média | Audiência média |
| Episódio | Data de transmissão    | AGB Nielsen     | AGB Nielsen     |
| Episódio | Data de transmissão    | Classificação   | Pico            |
| -------- | ---------------------- | --------------- | --------------- |
| 1        | 17 de outubro de 2014  | 1.6%            | 2.8%            |
| 2        | 18 de outubro de 2014  | 2.35%           | 3.1%            |
| 3        | 24 de outubro de 2014  | 3.11%           | 4.6%            |
| 4        | 25 de outubro de 2014  | 3.49%           | 4.9%            |
| 5        | 31 de outubro de 2014  | 4.55%           | 6.0%            |
| 6        | 1 de novembro de 2014  | 3.70%           | 5.4%            |
| 7        | 7 de novembro de 2014  | 5.15%           | 6.4%            |
| 8        | 8 de novembro de 2014  | 4.67%           | 6.6%            |
| 9        | 14 de novembro de 2014 | 5.06%           | 6.7%            |
| 10       | 15 de novembro de 2014 | 5.49%           | 7.0%            |
| 11       | 21 de novembro de 2014 | 5.95%           | 7.1%            |
| 12       | 22 de novembro de 2014 | 6.13%           | 7.8%            |
| 13       | 28 de novembro de 2014 | 5.80%           | 7.9%            |
| 14       | 29 de novembro de 2014 | 5.81%           | 7.9%            |
| 15       | 5 de dezembro de 2014  | 7.02%           | 9.4%            |
| 16       | 6 de dezembro de 2014  | 7.03%           | 8.6%            |
| 17       | 12 de dezembro de 2014 | 7.37%           | 9.7%            |
| 18       | 13 de dezembro de 2014 | 7.90%           | 9.5%            |
| 19       | 19 de dezembro de 2014 | 7.24%           | 9.3%            |
| 20       | 20 de dezembro de 2014 | 8.24%           | 10.3%           |
| Média    | Média                  | 5.38%           | 7.1%            |

## Prêmios e indicações
| Ano  | Prêmio                           | Categoria                                         | Beneficiário             | Resultado |
| ---- | -------------------------------- | ------------------------------------------------- | ------------------------ | --------- |
| 2015 | Cable TV Broadcasting Awards     | Grande Prêmio (Daesang)                           | Misaeng: Incomplete Life | Venceu    |
| 2015 | Cable TV Broadcasting Awards     | Prêmio Estrela - Melhor Ator                      | Im Si-wan                | Venceu    |
| 2015 | Cable TV Broadcasting Awards     | Prêmio Estrela - Melhor Ator                      | Kang Ha-neul             | Venceu    |
| 2015 | Baeksang Arts Awards             | Melhor Drama                                      | Misaeng: Incomplete Life | Indicado  |
| 2015 | Baeksang Arts Awards             | Melhor Diretor (TV)                               | Kim Won-seok             | Venceu    |
| 2015 | Baeksang Arts Awards             | Melhor Ator (TV)                                  | Lee Sung-min             | Venceu    |
| 2015 | Baeksang Arts Awards             | Melhor Ator Revelação (TV)                        | Im Si-wan                | Venceu    |
| 2015 | Baeksang Arts Awards             | Melhor Ator Revelação (TV)                        | Kim Dae-myung            | Indicado  |
| 2015 | Seoul International Drama Awards | Melhor Minissérie                                 | Misaeng: Incomplete Life | Venceu    |
| 2015 | Seoul International Drama Awards | Melhor Diretor                                    | Kim Won-seok             | Indicado  |
| 2015 | Korea Drama Awards               | Melhor Drama                                      | Misaeng: Incomplete Life | Venceu    |
| 2015 | Korea Drama Awards               | Melhor Diretor de Produção                        | Kim Won-seok             | Indicado  |
| 2015 | Korea Drama Awards               | Melhor Roteiro                                    | Jung Yoon-jung           | Indicado  |
| 2015 | Korea Drama Awards               | Prêmio de Excelência Superior, Ator               | Im Si-wan                | Indicado  |
| 2015 | Korea Drama Awards               | Prêmio de Excelência, Ator                        | Kim Dae-myung            | Venceu    |
| 2015 | Korea Drama Awards               | Prêmio Especial do Júri                           | Im Si-wan                | Venceu    |
| 2015 | APAN Star Awards                 | Prêmio de Excelência Superior, Ator em Minissérie | Lee Sung-min             | Venceu    |
| 2015 | APAN Star Awards                 | Prêmio de Excelência, Ator em Minisséirie         | Im Si-wan                | Venceu    |
| 2015 | APAN Star Awards                 | Prêmio de Excelência, Atriz em Minissérie         | Kang So-ra               | Indicado  |
| 2015 | APAN Star Awards                 | Melhor Ator Coadjuvante                           | Kim Dae-myung            | Indicado  |
| 2015 | APAN Star Awards                 | Melhor Ator Coadjuvante                           | Lee Geung-young          | Venceu    |
| 2015 | APAN Star Awards                 | Melhor Ator Revelação                             | Byun Yo-han              | Venceu    |
| 2015 | APAN Star Awards                 | Melhor Ator Revelação                             | Kang Ha-neul             | Indicado  |
| 2016 | tvN10 Awards                     | Melhor Ator                                       | Lee Sung-min             | Venceu    |
| 2016 | tvN10 Awards                     | Prêmio de Melhor Conteúdo, Drama                  | Misaeng: Incomplete Life | Venceu    |
| 2016 | tvN10 Awards                     | Feito na tvN, Ator em Drama                       | Im Si-wan                | Indicado  |
| 2016 | tvN10 Awards                     | Fieot na tvN, Atriz em Drama                      | Kang So-ra               | Indicado  |
| 2016 | tvN10 Awards                     | Prêmio Rouba-Cena, Ator                           | Byun Yo-han              | Indicado  |
| 2016 | tvN10 Awards                     | Prêmio Rouba-Cena, Ator                           | Kang Ha-neul             | Indicado  |

## Transmissão internacional
- No Sudeste da Ásia, a tvN Asia iniciou a sua transmissão em 2016.
- Na Malásia, sua exibição ocorreu sob seu título original a partir de 8 de janeiro de 2015, pela 8TV.
- Na Tailândia, sua exibição ocorreu a partir de 28 de outubro de 2015, pela PPTV, sob o título de หนุ่มออฟฟิศพิชิตฝัน (Num Office Pichit Fun).